# Philiris parvifascia
Philiris parvifascia är en fjärilsart som beskrevs av Rothschild 1915. Philiris parvifascia ingår i släktet Philiris och familjen juvelvingar. Inga underarter finns listade i Catalogue of Life.